# هيو بولتر
هيو بولتر (بالإنجليزية: Hugh Boulter)‏ (و. 1672 – 1742 م) هو قسيس بريطاني، ولد في لندن، توفي عن عمر يناهز 70 عاماً.

## مناصب
تولى منصب Bishop of Bristol ‏
- عضو مجلس الملكة الخاص بأيرلندا ‏

.

## التعليم
تعلم في كلية المجدلية
.

## روابط خارجية
- هيو بولتر على موقع الموسوعة البريطانية (الإنجليزية)